# Березівка (Березівська сільська громада)
Березі́вка — село в Україні, адміністративний центр Березівської сільської територіальної громади Житомирського району Житомирської області. Кількість населення становить 1 967 осіб (2001). У 1923—2020 роках — адміністративний центр однойменної сільської ради.

## Загальна інформація
Розташоване за 16 кілометрів від районного та обласного центру — міста Житомира й за 5 кілометрів від залізничної станції Дубовець. Через село проходить траса міжнародного значення «Київ-Чоп». На території села розміщується Березівська спеціальна школа-інтернат для дітей з вадами слуху.

## Населення
В кінці 19 століття у селі нараховувалося 74 двори та 445 мешканців.
Відповідно до результатів перепису населення Російської імперії 1897 року, загальна кількість мешканців села становила 550 осіб, з них: православних — 315, римокатоликів — 93, протестантів — 80, юдеїв — 60, чоловіків — 296, жінок — 254.
Станом на 1906 рік в селі нараховувалося 33 двори та 350 мешканців. Кількість населення, станом на 1923 рік, становила 517 осіб, кількість дворів — 69.
У 1972 році кількість мешканців становила 1 125 осіб, дворів — 306.
Згідно з переписом УРСР 1989 року чисельність наявного населення села становила 2210 осіб, з яких 1062 чоловіки та 1148 жінок, постійне населення — 1 994 особи.
За переписом населення України 2001 року в селі мешкало 1960 осіб, постійне населення — 1 967 осіб.

### Мова
Розподіл населення за рідною мовою за даними перепису 2001 року:
| Мова       | Відсоток |
| ---------- | -------- |
| українська | 95,88 %  |
| російська  | 4,02 %   |
| білоруська | 0,05 %   |
| гагаузька  | 0,05 %   |

## Історія
Засноване у 17 столітті. У другій половині 19 століття — сільце Троянівської волості Житомирського повіту Волинської губернії, входило до православної парафії у Барашівці, за 10 верст.
В кінці 19 століття — село Троянівської волості Житомирського повіту Волинської губернії, за 15 верст від Житомира. Мало поштову станцію, цвинтарну каплицю; належало до православної парафії у Барашівці, за 10 верст.
В 1906 році — сільце в складі Троянівської волості (6-го стану) Житомирського повіту Волинської губернії. Відстань до повітового та губернського центру, м. Житомир, становила 16 верст, до волосної управи, в містечку Троянів — 36 верст. Найближче поштово-телеграфне відділення розташовувалось в Житомирі.
У 1923 році увійшло до складу новоствореної Березівської сільської ради, котра, від 7 березня 1923 року, стала частиною новоутвореного Троянівського району Житомирської (згодом — Волинська) округи; адміністративний центр ради. Відстань до районного центру, міст. Троянів, становила 30 верст.
28 вересня 1925 року, в складі сільської ради, увійшло до Пулинського району, 3 квітня 1930 року — Черняхівського району, 17 жовтня 1935 року — Житомирської міської ради, 14 травня 1939 року — Житомирського, 30 грудня 1962 року — Коростишівського району, 4 січня 1965 року — Житомирського району.
У Другій світовій війні на боці СРСР брали участь 240 жителів села, з них: 33 — загинуло, 205 — нагороджено орденами та медалями.
У 2020 році, відповідно до розпорядження Кабінету Міністрів України № 711-р від 12 червня 2020 року «Про визначення адміністративних центрів та затвердження територій територіальних громад Житомирської області», територію та населені пункти Березівської сільської ради включено до складу Березівської сільської територіальної громади Житомирського району Житомирської області.